# Folks!
Pour les articles homonymes, voir Folks.
Pour plus de détails, voir Fiche technique et Distribution.
Folks! est un film américain réalisé par Ted Kotcheff, sorti en 1992.

## Fiche technique
- Titre : Folks!
- Réalisation : Ted Kotcheff
- Scénario : Robert Klane
- Photographie : Larry Pizer
- Musique : Michel Colombier
- Pays d'origine : États-Unis
- Format : Couleurs - 1,85:1 - Dolby
- Genre : comédie dramatique
- Date de sortie : 1992

## Distribution
- Tom Selleck (VQ : Vincent Davy) : Jon Aldrich
- Don Ameche (VQ : François Cartier) : Harry Aldrich
- Anne Jackson (VQ : Huguette Oligny) : Mildred Aldrich
- Christine Ebersole (VQ : Marie-Andrée Corneille) : Arlene Aldrich
- Wendy Crewson (VQ : Élise Bertrand) : Audrey Aldrich
- Michael Murphy (VQ : Carl Béchard) : Ed
- Robert Pastorelli (VQ : Bernard Fortin) : Fred
- Jon Favreau : Chauffeur de taxi
- George Petrie : Sammy
- Sid Raymond : Avocat retraité
- Magic Slim : Chanteur de blues
- Kevin Chevalia (VQ : Martin Pensa): Kevin

 Source et légende : version québécoise (VQ) sur Doublage.qc.ca